# Sel de Seignette
Le sel de Seignette ou sel de Rochelle, est le nom commun du tartrate double de sodium et de potassium. Il a été découvert entre 1648 et 1660 par le pharmacien huguenot Elie Seignette (1632–1698). Ce sel double est un additif alimentaire (numéro E337) utilisé comme antioxydant et régulateur de pH. Jusqu'à la synthèse des céramiques piézoélectriques au cours des années 1940, le sel de Seignette a aussi été utilisé pour ses propriétés piézoélectriques, ainsi que pour se débarrasser de l'aluminium présent dans le milieu de réaction après une réduction par LiAlH4, car il forme des complexes avec cet aluminium, ce qui le piège.

## Élaboration
On obtient ces sels en versant du tartre blanc dans une solution de soude jusqu'à disparition des émissions d’acide carbonique. Après évaporation du filtrat, on obtient de beaux cristaux rhomboédriques, dont on préservera la transparence en évitant de les faire sécher trop rapidement.

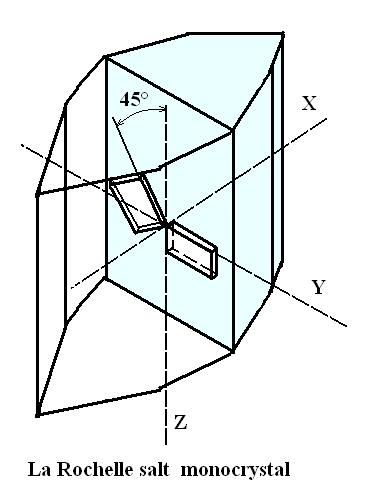
Orientation des plans optiques d'un monocristal de sel de Seignette.